# Lissy Gröner
Liselotte Carola "Lissy" Gröner, född 31 maj 1954 i Langenfeld i Bayern, död 9 september 2019 i Neustadt an der Aisch i Bayern, var en tysk politiker som 1989-2009 var EU-parlamentariker för de Tysklands socialdemokratiska parti. Hon satt i kommittén för Kultur och utbildning och i kommittén för Kvinnors rättigheter och jämlikhet mellan könen.

## Privatliv
Gröner har två barn i ett tidigare gifte men är sedan 2005 gift med Sabine Gillessen.